# Dmıtrıı Nepogodov
Dmıtrıı Mıhaılovıch Nepogodov (in kazako Дмитрий Михайлович Непогодов?; in ucraino Дмитро Михайлович Непогодов?, Dmytro Michajlovyč Nepohodov; Kiev, 17 febbraio 1988) è un calciatore ucraino naturalizzato kazako, portiere dell'Ūlytau.

## Palmarès

### Club
- Supercoppa del Kazakistan: 1

Astana: 2020

### Individuale
- Miglior portiere della Qazaqstan Prem'er Ligasy: 1

2019